# اللواء 160 دفاع جوي (اليمن)
اللواء 160 دفاع جوي هو لواء دفاع جوي يمني، يتبع القوات الجوية والدفاع الجوي، يتمركز اللواء في محافظة صنعاء في "معسكر الصمع"، ضمن عمليات المنطقة العسكرية السابعة.